# Manfred Bühler
Pour les articles homonymes, voir Bühler.
Manfred Bühler, né 10 avril 1979 à Bienne (originaire de Aeschi bei Spiez), est une personnalité politique suisse, membre de l'Union démocratique du centre (UDC). 
Il est député du canton de Berne au Conseil national de novembre 2015 à décembre 2019 et depuis fin février 2023.

## Biographie
Manfred Bühler naît le 10 avril 1979 à Bienne. Il est originaire d'une autre commune du canton de Berne, Aeschi bei Spiez. Il est le troisième fils d'une famille d'agriculteurs. Son père meurt alors qu'il n'a que 10 ans.
Il suit l'école primaire à Cortébert, puis l'école secondaire à Corgémont. Après sa maturité au Gymnase français de Bienne en 1998, il étudie le droit à l'Université de Berne, dont il décroche une licence en 2003. Il obtient ensuite son brevet d'avocat au printemps 2007 et travaille depuis lors dans une étude à Bienne,.

## Parcours politique
Membre de l'UDC depuis 1998, il fait partie du conseil municipal de Cortébert de 1998, alors qu'il n'est encore que gymnasien, à 2010. Il s'y occupe des finances et des bâtiments. Le nombre de mandats successifs étant limité à trois législatures, il ne se représente pas en 2010, mais est élu maire en 2015,.
Élu au Grand Conseil du canton de Berne en 2010, à sa troisième tentative, il y siège du 1er juin 2010 au 31 décembre 2015. Il siège également au Conseil du Jura bernois de sa mise en place en 2006 à décembre 2015 et en assure la présidence pour l'année législative 2011/2012. Il est antiséparatiste dans la question jurassienne. 
En 2015, il est élu au Conseil national. Seul représentant du Jura bernois, il siège à la Commission des transports et des télécommunications (CTT). Il n'est pas réélu lors des élections fédérales de 2019, mais retrouve son siège le 27 février 2023 grâce à l'élection d'Albert Rösti au Conseil fédéral,. Il siège pour la fin de la législature au sein de la Commission des affaires juridiques (CAJ) et de la Commission judiciaire (CJ). Il est réélu en octobre 2023 (en cinquième position).
Il est l'un des trois vice-présidents de l'UDC bernoise depuis le 9 février 2012. En mai 2021, il annonce sa candidature à la présidence du parti cantonal. Le 6 juillet 2021, il devient le premier francophone élu à la présidence de l'UDC bernoise. Il succède à Werner Salzmann à ce poste.